# 王瑩 (弘治進士)
王瑩（1451年—？），字汝潔，直隸淮安府山陽縣人，民籍，明朝政治人物。

## 生平
成化十九年（1483年）癸卯科應天府鄉試第一百二十五名舉人。弘治三年（1490年）中式庚戌科會試第二百五十九名，二甲第十名進士。授開州知州。

## 家族
曾祖王文；祖父王浩，知縣；父王稶，母張氏。